# Filozofska fakulteta v Beogradu
Filozofska fakulteta (izvirno srbsko Филозофски факултет у Београду), s sedežem v Beogradu, je fakulteta, ki je članica Univerze v Beogradu. Je ena najstarejših visokošolskih ustanov v Srbiji, ustanovljena v zgodnjem 19. stoletju v sklopu takratne Višje šole v Beogradu.